# Teoria pokoleń Straussa-Howe’a
Teoria pokoleń Straussa-Howe’a – koncepcja historii, według której dzieje zachodniego kręgu kulturowego powtarzają się w mniej więcej osiemdziesięcioletnich cyklach, dzielących się na cztery fazy. Pokoleniom wychowanym w określonej fazie cyklu przypisane są specyficzne cechy. Twórcami teorii pokoleń są amerykańscy historycy, William Strauss i Neil Howe, którzy opisali swoją koncepcję w książce pt. Generations.
Teoria Straussa i Howe’a jest krytykowana przez wielu historyków jako pseudonaukowa i nie oparta na dowodach. Wątpliwości budzi też promowanie przez nią lojalności wobec państwa i konformizmu jako niezbędnych do pokonania cyklicznie występujących kryzysów. Zwolennikiem teorii pokoleń są m.in. Al Gore oraz Steve Bannon.
Badania statystyczne z użyciem metaanalizy nie wykazały istnienia różnic między pokoleniami w zakresie podejścia do pracy.

## Cykl i jego fazy
Osiemdziesięcioletni cykl (saeculum) odpowiada mniej więcej naturalnej długości życia ludzkiego. Dzieli się on na cztery fazy, mniej więcej równej długości, zawsze powtarzające się w tym samym porządku:
- Wyż (high) jest okresem względnego bezpieczeństwa i stabilizacji. Społeczeństwo jest konformistyczne, a indywidualiści nie są mile widziani. Kulturowo jest to faza dość jałowa.
- Przebudzenie (awakening) to czas romantycznego buntu młodych przeciwko instytucjom, ale starsze pokolenie hołduje nadal wartościom okresu wyżu. Pojawiają się ekscentryczne koncepcje religijne, np. w czasie ostatniego przebudzenia był to New Age czy scjentologia.
- Rozprężenie (unravelling) przynosi rozczarowanie ideałami okresu przebudzenia, co prowadzi do hedonizmu i cynizmu. Indywidualność jest w najwyższym rozkwicie.
- Kryzys (crisis) to okres rosnącego poczucia zagrożenia, które może pochodzić z wewnątrz lub z zewnątrz. Rozwijają się populistyczne ruchy polityczne, obiecujące zapewnienie bezpieczeństwa przez rozprawienie się z wrogami, takie jak faszyzm czy stalinizm. Szczególnie często dochodzi w tym okresie do wojen.

Zakończenie kryzysu zazwyczaj polega na utworzeniu nowego systemu politycznego (lub reformie istniejącego), tak że spełnione zostają oczekiwania dotyczące bezpieczeństwa i sprawiedliwości społecznej.
Ostatnie dwa cykle pokoleniowe w USA prezentują się według Straussa i Howe’a następująco:
Cykl wielkiej potęgi
Wiek pozłacany (Wyż) – 1865-1886
Trzecie Wielkie Przebudzenie – 1886-1908
I wojna światowa i prohibicja (Rozprężenie) – 1908-1929
Wielki Kryzys i II wojna światowa – 1929-1945
Cykl milenijny
Amerykański wyż – 1945-1964
Rewolucja świadomości (Przebudzenie) – 1964-1984
Długi boom i wojny kulturowe (Rozprężenie) – 1984-2008
Globalny kryzys finansowy – 2008 do dziś

## Typy pokoleń
Zdaniem Straussa i Howe każde pokolenie ma charakterystyczne cechy, związane z warunkami panującymi w społeczeństwie w czasach jego dzieciństwa i młodości:
- Pokolenie idealistyczne (idealist) spędza dzieciństwo w okresie wyżu, a młodość w okresie przebudzenia. W młodości jest buntownicze, kierując się naiwną wiarą w nadchodzący złoty wiek, w wieku średnim zaczyna nabierać cech bardziej autokratycznych a na starość wyłaniają się z niego moralistyczni przywódcy okresu kryzysu. Członkowie pokoleń idealistycznych są postrzegani jako ludzie „z zasadami”, zdecydowani i kreatywni, ale także bezwzględni i egoistyczni. Największe sukcesy odnoszą jako duchowni, nauczyciele i aktywiści.
- Pokolenie reakcyjne (reactive) spędza dzieciństwo w okresie przebudzenia, a młodość w okresie rozprężenia. W dzieciństwie stosunkowo najbardziej samodzielne. W młodości cechuje je cynizm i nihilizm, późniejszy okres życia przynosi mu spokój. Cechuje je praktyczny spryt i spostrzegawczość, ale bywa krytykowane za niemoralność i kult pieniądza. Odnoszą sukcesy jako przedsiębiorcy, handlowcy i generałowie. Wśród pokoleń reakcyjnych jest stosunkowo najwięcej przestępców.
- Pokolenie obywatelskie (civic) spędza dzieciństwo w okresie rozprężenia, a młodość w okresie kryzysu. Wychowane „pod kloszem” przez surowych rodziców z pokolenia idealistycznego, rzadko zdarzają się wśród niego buntownicy. W dorosłym życiu nastawione na posłuszeństwo wobec autorytetów i pracę zespołową, cechy te przyczyniają się do przezwyciężenia kryzysu. Mocnymi stronami pokoleń obywatelskich są racjonalność, kompetencja i zdolność do poświęceń, wadami – brak refleksyjności i wrażliwości emocjonalnej. Dziedziny, do których wnoszą największy wkład, to nauka, technika, dyplomacja i budownictwo.
- Pokolenie adaptacyjne (adaptive) spędza dzieciństwo w okresie kryzysu, a młodość w okresie wyżu. Wychowane w podobny sposób, jak pokolenie obywatelskie, jednak wchodząc w dorosłość podczas wyżu nie ma okazji wykazać się bohaterstwem, co przyczynia się do frustracji. Przedstawiciele tego pokolenia najostrzej przechodzą kryzys wieku średniego. Są postrzegani jako osoby opiekuńcze, kompetentne i o otwartych umysłach, ale również neurotyczne, nękane poczuciem winy i niezdolne do podejmowania decyzji. Wnoszą największy wkład do sztuki, odnoszą też sukcesy jako prawnicy i psychoterapeuci.

Pokolenia w ostatnich dwóch cyklach w USA:
- misjonarskie (idealistyczne) – 1860-1882,
- stracone (reakcyjne) – 1883-1900,
- GI[8] (obywatelskie) – 1901-1924,
- nieme (adaptacyjne) – 1925-1942,
- baby boomers[9] (idealistyczne) – 1943-1960,
- pokolenie X (reakcyjne) – 1961-1981,
- milenialsi (obywatelskie) – 1982-2004.
- homelanders (adaptacyjne) – 2005-

Badania nad zmiennością pokoleń w cyklu Straussa-Howe'a prowadzono także w Rosji. Zaproponowano cykl bardzo zbliżony do amerykańskiego. Badacze wyjaśniają to faktem, że wydarzenia takie jak II wojna światowa czy rozwój Internetu dotyczyły całego świata.